# 콘웨이 환초판

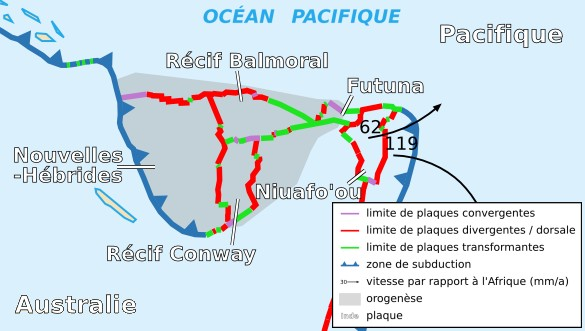
콘웨이 환초 판 ("Récif Conway", 프랑스어)

콘웨이 환초 판은 남태평양의 피지 서쪽의 판이다. 동쪽은 오스트레일리아 판, 서쪽은 뉴헤브리디스 판과 수렴 경계를 이룬다. 북쪽의 밸모랄 환초 판과의 경계에는 일부 변환단층이 나타난다.

## 참고
- Bird, P. (2003) An updated digital model of plate boundaries, Geochemistry Geophysics Geosystems, 4(3), 1027, doi:10.1029/2001GC000252.